# Desert Call (álbum de Myrath)
Desert Call es el segundo álbum de estudio de la banda tunecina de metal progresivo Myrath. El álbum fue producido por el tecladista de Adagio Kevin Codfert.

## Lista de canciones
| N.º | Título                                                                | Duración |  |
| 1.  | «Forever and a Day»                                                   | 5:40     |  |
| 2.  | «Tempests of Sorrows»                                                 | 4:42     |  |
| 3.  | «Desert Call»                                                         | 7:00     |  |
| 4.  | «Madness»                                                             | 6:18     |  |
| 5.  | «Silent Cries»                                                        | 10:45    |  |
| 6.  | «Memories»                                                            | 4:53     |  |
| 7.  | «Ironic Destiny»                                                      | 5:44     |  |
| 8.  | «No Turning Back»                                                     | 5:38     |  |
| 9.  | «Empty World»                                                         | 7:06     |  |
| 10. | «Shockwave»                                                           | 7:15     |  |
| 11. | «Hard Times» (Pista adicional en la versión norteamericana del álbum) | 8:02     |  |

## Formación
- Malek Ben Arbia - guitarra
- Zaher Zorgati - voz
- Anis Jouini - bajo
- Elyes Bouchoucha - teclado, voz de apoyo
- Saif Louhibi - batería

## Historial de lanzamiento
| Región          | Fecha               | Discográfica      | Formato        | Catalog # |
| --------------- | ------------------- | ----------------- | -------------- | --------- |
| Europa          | 25 de enero de 2010 | XIII Bis Records  | Disco compacto |           |
| Resto del mundo | 26 de enero de 2010 | Nightmare Records | Disco compacto | NMR-542   |